# 2499 Brunk
2499 Brunk eller 1978 VJ7 är en asteroid i huvudbältet som upptäcktes den 7 november 1978 av de båda amerikanska astronomerna Eleanor F. Helin och Schelte J. Bus vid Palomarobservatoriet. Den är uppkallad efter William E. Brunk.
Asteroiden har en diameter på ungefär 15 kilometer och den tillhör asteroidgruppen Themis.